# Füles böngészés

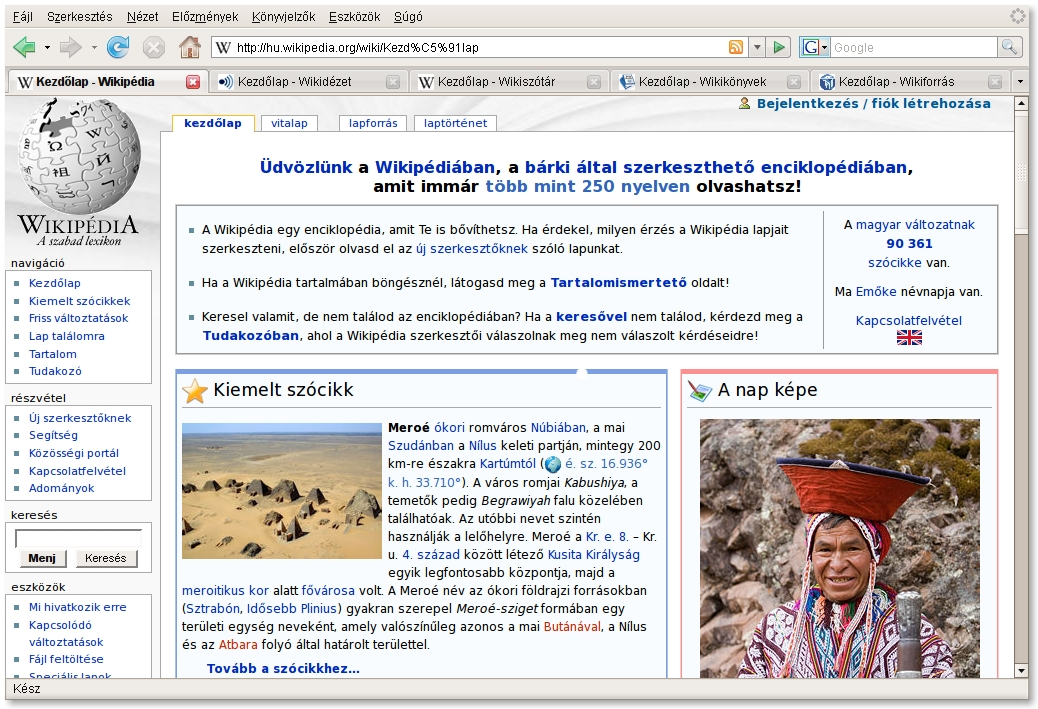
A Firefox böngésző füles böngészés használata közben

A füles böngészés az internetböngészők olyan funkciója, melynek segítségével több lapot is nyithatunk ugyanazon ablakon belül, mindegyik más weboldalt mutatva. 2006-ban már a legtöbb böngésző támogatta a füles böngészést. Elsőként az Opera támogatta ezt a funkciót, később követte őt a Netcaptor, 1999-ben az IBrowse, majd a Mozilla 2001-ben, a Konqueror és Safari 2003-ban, legvégül pedig 2006-ban az Internet Explorer 7, majd a 2008-ban megjelent Google Chrome böngészők is szintén támogatták ezt a funkciót.
A füles böngészés segítségével a felhasználók egyszerre több weblapot is megnyithatnak, és könnyen navigálhatnak köztük. Új lapot megnyithatunk a Ctrl+T billentyűkombinációval (amely az angol „tab” szóra utal), vagy a Fájl menü/Új lap parancsával.